# Stu Mead
Pour les articles homonymes, voir Mead.
Stu Mead (né en 1955 dans l'Iowa) est un peintre et illustrateur américain vivant en Allemagne. Il est surtout connu pour ses travaux mettant en scène de grands tabous comme la sexualité adolescente, la pédophilie et la zoophilie.

## Biographie
Diplômé du Minneapolis College of Art and Design, il se centre assez vite sur les « derniers grands tabous esthétiques », sexualité infantile en tête. 
Régulièrement exposé, il a été au cœur de plusieurs controverses.
En France ses livres, parfois coréalisés avec Frank Gaard, sont régulièrement publiés au Dernier Cri.